# 江畑幸子
江畑幸子（日语：／ Ebata Yukiko，1989年11月7日—），日本女子排球運動員，出生於日本秋田縣秋田市。身高176公分，體重68公斤，場上位置為主攻。

## 簡介
福山町秋田縣秋田市出生。受父母影響小學3年開始接觸排球。
聖靈女子短大附屬高中時代，作為隊長活躍於春高和全國高中綜合體育運動會排球大會。
2008年，加入日立佐和rivale，2009/10賽季以正選主攻身份活躍於日本V2聯賽。
江畑幸子的速度和強有力的扣球頗具特點。儘管身高不高，一傳防守技術一般，但江畑幸子超強的進攻和得分能力還是得到日本女排主帥真鍋政義的賞識，將其招入國家隊。近年來，江畑幸子的實力加強已經取代了老將栗原惠的位置，成為日本女排的主力主攻。
江畑幸子計劃，2014年8月底將退出「日立佐和女排俱樂部」，從9月份起，改至法國「RC Cannes」女排俱樂部出賽。

## 生涯及得獎經歷
- 生涯簡歷

市立土崎小(土崎体育少年团)→圣灵女子短大附中→圣灵女子短大附高→日立佐和Rivale(2008年-)
- 日本女排 - 2010年

### 獲獎經歷
- 個人

2011年 - 瑞士女排精英賽 最佳扣球獎
- 團隊

2010年 - 世界女子排球錦標賽銅牌
2012年 - 倫敦奧林匹克運動會女子排球銅牌

## 外部連結
- 江畑幸子資料(日立佐和Rivale)
- 江畑幸子個人檔案（V-Legaue公式） （页面存档备份，存于）